# ユウレイオニアンコウ

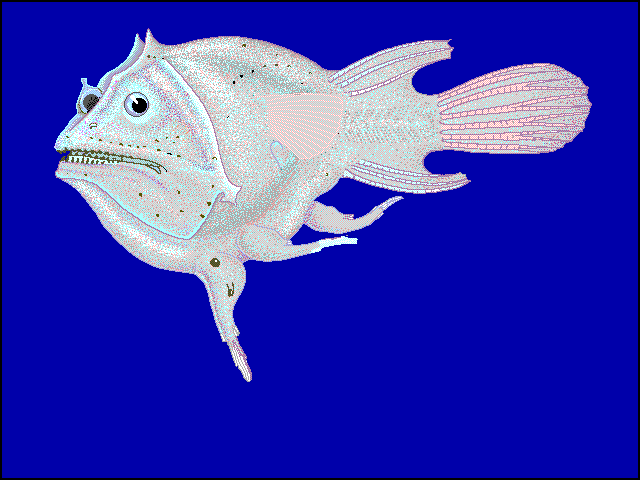
矮雄の付着した雌

ユウレイオニアンコウ（学名：Haplophryne mollis、そのままハプロフリュネー・モリスと呼ばれることもある）は、アンコウ目オニアンコウ科に分類される魚類の一種。ユウレイオニアンコウ属は単型。世界の熱帯および亜熱帯地域の水深2250mまでの海域に生息する。

## 分布・生息地
深海魚の為、滅多に捕獲されない。2009年時点で、88尾の標本が知られていた。タイプ標本は、1902年にドイツの動物学者であるアウグストブラウアーによってインド洋から報告された。また、西オーストラリア沖で自由生活の雄が捕獲された。北緯55度から南緯40度の間の大西洋、カリブ海、メキシコ湾のトロール網で捕獲されている。オーストラリア東部、ニューカレドニア、ニュージーランド沖の太平洋、ハワイ諸島付近やパナマ湾でも発見されている。世界の熱帯および亜熱帯海域の漸深層および中深層の深さ約2250 m以浅の地点に生息する。

## 形態
雌は雄よりもはるかに大きく、全長は通常8 cm、最大で16 cm。誘引突起は非常に短い。頭は大きく角のような突起があり、口は広く大きく、両顎には多数の小さな歯がある。背鰭は体の後方にあり、3軟条から成る。臀鰭も3軟条から成り、尾鰭は丸い。色素沈着が無く、雌雄とも青白く半透明に見え、筋肉組織と骨格の一部が透けて見える。雄は体長約2 cmまでしか成長せず、擬餌状体を欠き、鰭が比較的小さい。若い雌には頭部の棘が無い。

## 生態
雄は最初は遊泳生活を行うが、雌を見つけると噛みついて付着する。多くのアンコウでは雄が肛門近くの腹部に付着するが、本種は頭や体、稀に擬餌状体にも付着する。付着する方向は様々で、一尾の雌に対して複数の雄が付着することもある。付着部位では突起が成長し、雄が付着しやすくなる。雄の口は突起によって部分的に塞がれる。時間が経つと雄は雌と融合し、組織が結合する。雄が付着した成熟した雌は約30 ％であり、多くの雌は交尾相手に出会うことがなく、一生孤独な可能性はある。